# Berkenmuizen
Berkenmuizen (Sminthidae) zijn een familie van knaagdieren uit de infraorde Myomorphi. De familie telt nog slechts één levend geslacht.

## Verspreiding en leefgebied
De berkenmuizen komen voor in Eurazië, van Centraal-Europa tot in Siberië en China. 

## Taxonomie
De leden van de familie werden voorheen tot de familie van de jerboa's (Dipodidae) gerekend, maar werd op basis van fylogenetische gegevens afgesplitst als aparte familie.
De familie omvat de volgende geslachten en soorten:
- Geslacht: Sicista
  - Sicista armenica - Armeense berkenmuis
  - Sicista betulina - Berkenmuis
  - Sicista caucasica
  - Sicista caudata
  - Sicista cimlanica
  - Sicista concolor
  - Sicista kazbegica
  - Sicista kluchorica
  - Sicista loriger
  - Sicista napaea
  - Sicista pseudonapaea
  - Sicista severtzovi
  - Sicista strandi
  - Sicista subtilis - Driekleurige muis
  - Sicista talgarica
  - Sicista terskeica
  - Sicista tianschanica
  - Sicista trizona
  - Sicista zhetysuica